# Rosenstraße 13 (Bad Kissingen)

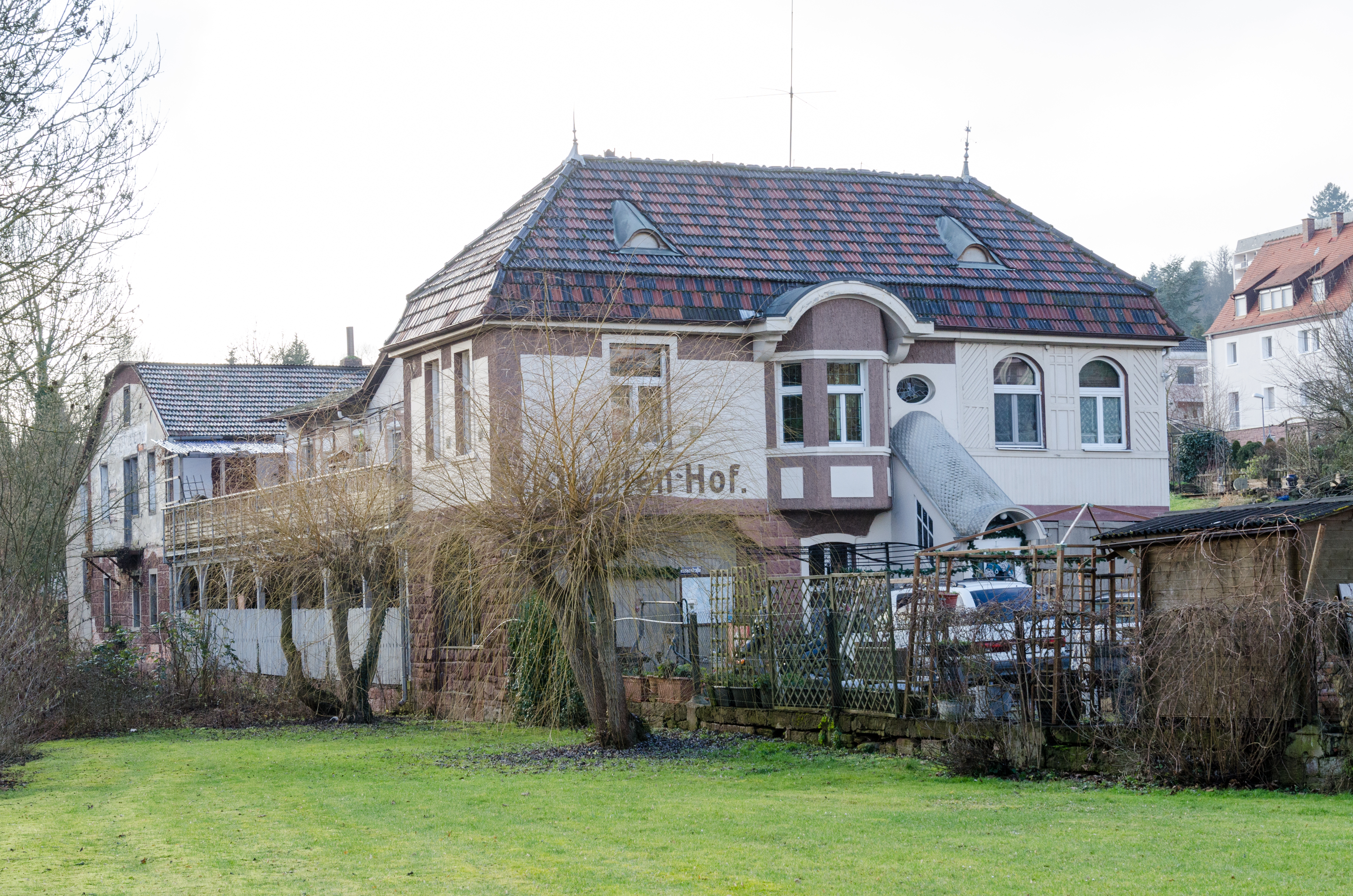
Rosenstraße 13 in Bad Kissingen.

Das Gebäude Rosenstraße 13 in Bad Kissingen, der so genannte Quellenhof, in Bad Kissingen, der Großen Kreisstadt des unterfränkischen Landkreises Bad Kissingen. Es gehört zu den Bad Kissinger Baudenkmälern und ist unter der Nummer D-6-72-114-334 in der Bayerischen Denkmalliste registriert.

## Geschichte
Die dreiteilige, zweigeschossige Anlage entstand zwischen 1900 und 1910 in mehreren Bauphasen. Sie gehörte zum damaligen Hotel Métropole (heute Kissinger Hof, Bismarckstraße 14). Der Betreiber, Hotelier Albin Lucke, gab Architekt Leonhard Ritter im Jahr 1908 den Auftrag zur Planung eines „Zimmeranbaus“, den er anscheinend als Personalwohnhaus nutzte.
Der im Jahr 1909 dem Architekten August Gleisner erteilte Auftrag eines Wohnhausneubaus wurde nicht ausgeführt. Stattdessen wurde unter Ritter ein Gartenwohnhaus ausgebaut  und das Gewächshaus repariert. Im Jahr 1910 errichtete Ritter eine „Waschtrockenhalle“ zum Trocknen der Hotelwäsche und verlegte die Wagenhalle.
Am Eissee befand sich eine Terrasse, auf der eine Kapelle Unterhaltungsmusik für die Gäste am See spielte.
An den späteren baulichen Veränderungen, wie zum Beispiel der Anlage einer Tankstelle und einer Autogarage in den 1920er Jahren, war Leonhard Ritter nicht mehr beteiligt.